# Epafrodito
Epafrodito ( em grego : Ἐπαφρόδιτος ) Foi um dos Setenta Discípulos. Pessoas com este nome aparecem como primeiro bispo de Filipos e de Andríaca, na Ásia Menor, e também de Terracina, na Itália. Há poucas evidências de que sejam todos o mesmo indivíduo.

## Biografia
Epafrodito foi um companheiro de Paulo de Tarso durante suas viagens missionárias e é mencionado na Epístola aos Filipenses (Filipenses 2:25 e Filipenses 4:18).
Seu nome é pagão e significa "amado por Afrodite". O nome correponde ao latino Vetustus ("belo") e era muito comum durante o período romano. "O nome ocorre frequentemente em inscrições, tanto em grego quanto em latim, seja na forma completa, 'Epaphroditus', ou na forma contraída, 'Epaphras'".:p. 147 Este indivíduo não deve ser confundido com Epafras citado em Colossenses 1:7, Colossenses 4:12 e Filemom 1:23.:p. 72
Epafrodito foi o delegado da comunidade cristã de Filipos enviado com um presente para Paulo durante o seu primeiro cativeiro em Roma ou em Éfeso. Paulo o chama de "meu irmão e cooperador e companheiro nas lutas", com "as três palavras arranjadas numa escala ascendente: simpatia comum, obra comum e perigo, sofrimento e labuta comum.",:p. 148 Ele é descrito também como um delegado de autoridade (αποsτολος, mais que um mensageira, ainda que não um apóstolo) dos filipenses a Paulo (Fil 2:25). Ele foi enviado também como um ministro (λειτουργος) para as necessidades do apóstolo., fazendo por ele o que a comunidade de Filipos fora incapaz de fazer (Filipenses 2:30). A designação leitourgos deriva do costume cívico grego, indicando um "servidor público", geralmente alguém com recursos financeiros suficientes para realizar suas funções. Assim, Epafrodito deve ter sido não apenas um legado da igreja de Filipos, mas uma pessoa de posses, capaz de suplementar o presente da comunidade a Paulo (Filipenses 4:18).
Ao chegar, Epafrodito se dedicou a "obra de Cristo", tanto como atendente de paulo e como seu assistente na obra missionária. Ele o fez com tanto ardor que acabou por perder sua saúde e, nas palavras de Paulo, "esteve doente e quase à morte". Ele, porém, se recuperou e Paulo o enviou de volta a Filipos com a sua carta, que clamava para que ele fosse recebido de forma honrosa (Filipenses 2:29).